# 美矢かほる
美矢 かほる（みや かおる、1944年9月21日 - ）は、日本の女優、元モデルである。本名・初期芸名は皆川 和子（みながわ かずこ）。1965年（昭和40年）8月31日、成人映画『痴情の密漁』（監督小川欽也）に本名で主演して映画界にデビュー、翌月には芸名に改称した。黎明期の成人映画を代表する女優のひとりとして知られる。
美矢 かおると表記されることもある。

## 人物・来歴

### 成人映画の時代
1944年（昭和19年）9月21日、第二次世界大戦の末期に東京都向島区（現在の墨田区向島）に生まれた。6人姉弟の末子であった。
1963年（昭和38年）3月、新制高等学校を卒業、同年、大原簿記学校に進み、在学中に日商簿記1級の資格を取得している。同校卒業後は一般企業に勤務しながら、ファッションモデルの試験を受け、合格したという長身・大柄の女性である。1965年（昭和40年）8月31日に公開された大蔵映画の製作・配給による成人映画『痴情の密漁』（監督小川欽也）に本名の皆川 和子の名で主演、満20歳で映画界にデビューした。同年10月、日本テレビ放送網の社員ディレクターの佐藤雄三が「藤雄三」の名で監督した内田高子の主演作『可愛い悪女 このまま殺して』（製作藤プロダクション、配給大蔵映画）、および扇町京子の主演作『強烈な情事』（監督小川欽也）に助演、同2作以降、美矢 かほると名のった。翌11月には扇町京子の初監督作『やくざ芸者』に主演の志摩みはるとともに準主演として出演している。『日本映画発達史』の田中純一郎は、同書のなかで黎明期の成人映画界のおもな出演者として、扇町京子、橘桂子、城山路子（光岡早苗と同一人物）、内田高子、香取環、新高恵子、松井康子、西朱実、朝日陽子、火鳥こずえ、華村明子、森美沙、湯川美沙、光岡早苗、路加奈子、有川二郎、里見孝二、川部修詩、佐伯秀男の名を挙げているが、美矢の名は挙げられていない。しかしながら美矢は、同様に黎明期のおもな脚本家・監督として挙げた人物のうち、小川欽也や福田晴一の最初期作に出演しており、独立系成人映画の黎明期の女優であるといえる。当初は大蔵映画の専属であったが、デビュー翌年にはフリーランスになった。
1966年（昭和41年）9月、国映が香取環、松井康子、谷口朱里、可能かず子、飛鳥公子、清水世津、奈加公子、桂奈美、橘桂子といった成人映画スター女優を結集した『悲器』（監督湯浅浪男）を公開、美矢もこれに出演した。1968年（昭和43年）には、まだ日活ロマンポルノ（1971年 - 1988年）を開始していなかった日活がいくつか成人映画に触手を伸ばしており、児井英生の青山プロダクションが製作した『女浮世風呂』（監督井田探、脚本山崎巌）に林美樹、辰巳典子、清水世津、大月麗子、谷ナオミ、乱孝寿、内田高子、火鳥こずえらとともに出演、同じく『ある色魔の告白 色欲の果て』（監督江崎実生、脚本山崎巌）に乱孝寿、林美樹、高月絢子、火鳥こずえ、辰巳典子、清水世津、橘桂子、大月麗子、高鳥和子、真湖道代らとともに出演、それぞれ同年7月10日、同年8月14日に公開された。1969年（昭和44年）5月1日に公開された『深い欲望の谷間』（監督沢賢介）は、独立系成人映画界初の「オールカラー映画」として知られるが、これにも美矢は出演している。1970年（昭和45年）8月に公開された『叛女・夢幻地獄』、1971年（昭和46年）8月4日に公開された『噴出祈願 十五代の売春婦』と、足立正生の監督作2作に出演している。とくに後者では、公開時に満26歳であったにもかかわらず、満15歳の高校生の長男を持つ母親の役を演じた。当時、専門誌『成人映画』の編集長であった川島のぶ子は、「気っぷのよさが人気の秘密」であり、「女子高生から悪女役、時代劇と幅広くこなし、ヴェテランの風格があった」と評する。
1972年（昭和47年）5月に公開された『淫らな女王蜂』（監督小川欽也）に主演した記録が残っているが、同作以降の劇場用映画、テレビ映画ともに出演歴が見当たらない。ただしこの時期の作品記録が掲載されている『映画年鑑 1973』において、独立系の映画作品については監督名や製作・配給会社名以外記載されておらず、この時期の出演者が概して不明である。『日本映画俳優全集・女優編』の川島のぶ子の記述によれば、地方で実演ショーに出演したのを最後に、同年に引退したという。満28歳であった。以降の消息は知られておらず、存命であれば2014年（平成26年）には満70歳である。

### 再評価
2003年（平成15年）1月10日に山形ドキュメンタリーフィルムライブラリーで行なわれた「忘れ去られた映画史2 - 香取環と奥脇敏夫」の特集上映で『好色 きんちゃく切りの女』（監督奥脇敏夫）が、同年2月14日には「忘れ去られた映画史3 - 草創期の女神たち」の特集上映で『やくざ芸者』（監督扇町京子）がそれぞれ上映された。2008年（平成20年）には、米国で主演作『骨ぬき』（監督福田晴一）がDVD発売された。2009年（平成21年）3月14日 - 同年5月15日にラピュタ阿佐ヶ谷で行なわれた「60年代まぼろしの官能女優たち」の特集上映で、『女王蜂の欲情』（監督小川欽也、3月21日 - 同27日）、『悲器』（監督湯浅浪男、5月9日 - 同15日）がそれぞれ16mmフィルム版上映用プリントで上映された。同年11月にギリシアのテッサロニキで行われた第50回テッサロニキ国際映画祭で、出演作『噴出祈願 十五代の売春婦』（監督足立正生）が35mmフィルムのオリジナル版上映用プリントで上映された。2010年（平成22年）6月19日 - 同年7月9日にシネマヴェーラ渋谷で行なわれた「足立正生の宇宙」の特集上映で、『叛女・夢幻地獄』（監督足立正生）がDigital BETACAM版で上映された。2012年（平成24年）に銀座シネパトスで行われた「PINK FILM CHRONICLE 1962-2012 午後8時の映画祭」の特集上映で、同年8月17日 - 同18日には『女王蜂の欲情』、同年8月31日 - 9月1日には『灼熱の暴行』（監督木俣堯喬）がそれぞれ16mmフィルム版上映用プリントで上映された。同年9月28日 - 同29日、神戸映画資料館で行われた「プロ鷹クロニクル PART-1」特集上映では『好色魔』（監督木俣堯喬）と『灼熱の暴行』が、同じく9月30日 - 10月1日の「プロ鷹クロニクル PART-2」特集上映では『裸体の街』（監督木俣堯喬）が、それぞれ16mmフィルム版上映用プリントで上映された。
表記違いの「美矢かおる」は、1948年（昭和23年）2月26日生まれであり、1967年に宝塚音楽学校入学、1969年卒業した宝塚歌劇団55期生であるため、別人である。別人の「美矢かおる」の実娘は彩みづ希（宝塚歌劇団87期生）で、現在所属事務所が同じである。

## フィルモグラフィ
クレジットはすべて「出演」である。東京国立近代美術館フィルムセンター（NFC）、デジタル・ミーム等の所蔵・現存状況についても記す。
- 『痴情の密漁』[1]（『痴情の密猟』[11]） : 監督小川欽也、製作・配給大蔵映画、1965年8月31日公開（成人映画・映倫番号 14118） - 「皆川和子」名義で主演（デビュー作）
- 『強烈な情事』 : 監督小川欽也、主演扇町京子、製作・配給大蔵映画、1965年10月公開（1968年3月公開とも、成人映画・映倫番号 14183）
- 『可愛い悪女 このまま殺して』（『可愛い悪魔 このまま殺して』[11]『このまま殺して』[8]） : 製作・監督藤雄三、主演内田高子、製作藤プロダクション、配給大蔵映画、1965年10月公開（成人映画・映倫番号 14202） - 出演・「山野春子」役
- 『やくざ芸者』 : 監督扇町京子、主演志摩みはる、製作南進映画、配給センチュリー映画社、1965年11月公開（成人映画・映倫番号 不明） - 出演、70分の上映用プリントを山形ドキュメンタリーフィルムライブラリーが所蔵[19]
- 『女王蜂の欲情』（『女王蜂の欲望』） : 監督小川欽也、主演内田高子、製作・配給大蔵映画、1966年1月公開（成人映画・映倫番号 14316） - 出演、74分の16mmフィルム版上映用プリントが現存[20][23]
- 『嵐の女体』 : 監督小川欽也、製作・配給大蔵映画、1966年3月公開（成人映画・映倫番号 14349） - 主演[2]
- 『我慢できない』 : 監督岸信太郎、主演谷口朱里、製作ヤマベプロダクション、配給大蔵映画、1966年4月公開（成人映画・映倫番号 不明）
- 『女の奥』 : 監督高木丈夫、製作ヤマベプロダクション、配給大蔵映画、1966年6月公開（成人映画・映倫番号 14517） - 主演[2]
- 『妾と狆』 : 監督浜村貢、製作新幸プロダクション、配給ヒロキ映画、1966年7月公開（成人映画・映倫番号 不明） - 主演
- 『泣き濡れた処女』 : 製作山辺信雄、監督飛田良、脚本黒岩松次郎、共演城山路子、製作ヤマベプロダクション、配給大蔵映画、1966年8月公開（成人映画・映倫番号 14595） - 出演・「節子」役
- 『わなの喘ぎ』 : 製作寺内伍朗・小島武三、監督経堂一郎、主演左京未知子、製作轍プロダクション（新星プロダクションとも）、配給関東ムービー配給社、1966年8月公開（成人映画・映倫番号 14601）
- 『悲器』 : 製作矢元照雄、監督湯浅浪男、主演香取環・松井康子、製作湯浅プロダクション、配給国映、1966年9月公開（成人映画・映倫番号 不明） - 出演、84分の16mmフィルム版上映用プリントが現存[20]・84分のVHSビデオグラムをハミングバードが発売
- 『結婚より同棲』 : 監督不明、製作寺坂プロダクション、配給新東宝関西、1966年10月公開（成人映画・映倫番号 14722） - 主演
- 『媚薬の罠』 : 監督関孝二、主演桂奈美、製作新日本映画、配給国映、1966年11月公開（成人映画・映倫番号 14744）
- 『禁じられたテクニック』 : 企画千葉実、製作鷲尾飛天丸、監督向井寛、主演可能かづ子、製作・配給日本シネマフイルム、1966年11月公開（成人映画・映倫番号 14738）
- 『情怨の砂漠』 : 監督大内隆弥（松原次郎とも）、主演可能かづ子、製作新幸プロダクション、配給大蔵映画、1966年12月公開（成人映画・映倫番号 不明）
- 『快楽のうず潮』 : 監督大内隆弥、主演可能かづ子、製作新幸プロダクション、配給大蔵映画、1966年12月公開（成人映画・映倫番号 14730）
- 『0番地の女』 : 監督小森白、製作東京興映、1966年12月公開（成人映画・映倫番号 不明） - 主演[29]
- 『結婚詐欺』 : 監督福田晴一、製作東京興映、1966年12月公開（成人映画・映倫番号 14782） - 主演
- 『処女生態』 : 監督小森白、製作・配給東京興映、1966年12月公開（成人映画・映倫番号 14795） - 主演・「山口明子」役[3]
- 『残忍』 : 監督小森白、主演松井康子、製作東京興映、1967年2月公開（成人映画・映倫番号 不明） - 出演・「ともこ（ホテルのメイド）」役[3][6]
- 『禁断の情事』 : 監督小川欽也、製作・配給大蔵映画、1967年2月28日公開（成人映画・映倫番号 14805） - 主演・「宮口信子」役[3]
- 『産婦人科日記より 芸者』 : 監督関孝二、製作新日本映画、配給国映、1967年2月公開（成人映画・映倫番号 14837） - 主演・「芸者梅奴」役[3]
- 『一〇〇万人の女性より あやまち』（『あやまち』[11]） : 監督福田晴一、製作寺坂プロダクション、配給新東宝興業、1967年3月公開（成人映画・映倫番号 不明） - 主演
- 『美女拷問』 : 監督小森白、共演加山恵子・観世亜紀、製作東京興映、1967年4月公開（成人映画・映倫番号 不明） - 主演・「平田夏代（平田久作の妹）」役[3]
- 『あばずれの快楽』[3][6]（『あばずれの悦楽』[11]） : 監督小林悟、主演松井康子・橘桂子、製作・配給六邦映画、1967年5月公開（成人映画・映倫番号 不明）
- 『札つき処女』 : 監督酒匂真直、共演橘桂子・谷ナオミ、製作中央動画、配給六邦映画、1967年5月16日公開（成人映画・映倫番号 14935） - 主演[2][29]・「あきこ」役、54分の上映用プリントをNFCが所蔵[7]
- 『蛇淫』 : 監督福田晴一（小森白とも）、主演水城リカ・左京未知子、製作東京興映、1967年7月11日公開（成人映画・映倫番号 14977） - 出演[3]
- 『肉刑』 : 監督小森白、製作東京興映、1967年8月5日公開（成人映画・映倫番号 15010） - 主演[2][3]・「コールガールときえ」役[3]
- 『ピンクの挑発』 : 監督新藤孝衛、共演大月麗子、製作青年芸術映画協会、配給関東ムービー配給社、1967年8月11日公開（成人映画・映倫番号 15026） - 主演[3]
- 『骨ぬき』 : 監督福田晴一、製作・配給六邦映画、1967年9月12日公開（成人映画・映倫番号 15056） - 主演[3]、2008年に米国でDVD発売[6]
- 『おんな泣かせ』 : 監督・脚本酒匂真直、共演大月れい子（大月麗子）、製作・配給六邦映画、1967年10月24日公開（成人映画・映倫番号 15096） - 主演・「課長の妻れい子」役、66分の上映用プリントをNFCが所蔵[7]
- 『悪道魔十年』[2][3][7]（『悪道庵十年』[11]） : 総監督小森白、監督渡辺護・山本晋也、共演谷ナオミ・達巳典子、製作東京興映、1967年10月公開（成人映画・映倫番号 不明） - 主演、上映用プリントをNFCが所蔵[7]
- 『穴』 : 監督沢賢介、製作サワプロダクション、配給アジアフイルムズ、1967年12月19日公開（成人映画・映倫番号 15143） - 主演[2][3][6]、80分の16mmフィルム版上映用プリントをデジタルミームが所蔵[13]
- 『女体国際市場』 : 監督小森白・渡辺護、製作東京興映、1967年公開（成人映画・映倫番号 不明） - 主演[2]
- 『密通刑罰史』 : 監督小森白、製作東京興映、1967年公開（成人映画・映倫番号 不明） - 主演[2]
- 『極秘 女拷問（英語版）』 : 監督小森白、製作東京興映、配給新東宝興業、1968年4月公開（成人映画・映倫番号 15348）
- 『色気ざかり』 : 製作・監督沢賢介、製作沢プロダクション、1968年6月公開（成人映画・映倫番号 15362） - 主演、59分の上映用プリントをNFCが所蔵[7]
- 『裸女地獄』 : 監督小森白、製作東京興映、配給新東宝興業、1968年6月公開（成人映画・映倫番号 15313） - 主演[2]
- 『性の異色体験』 : 監督橘明、製作東京興映、配給新東宝興業、1968年7月公開（成人映画・映倫番号 15397） - 主演
- 『女浮世風呂』 : 企画児井英生、監督井田探、脚本山崎巌、主演葉山良二、製作青山プロダクション、配給日活、1968年7月10日公開（成人映画・映倫番号 15430） - 出演・「とよ」役[4]
- 『ある色魔の告白 色欲の果て』 : 企画児井英生、監督江崎実生、脚本山崎巌、主演高品格・藤木孝、製作青山プロダクション、配給日活、1968年8月14日公開（成人映画・映倫番号 15484） - 出演・「向井洋子」役[2]
- 『好色魔』 : 製作・監督木俣堯喬、共演相原香織（主演水城リカとも）、製作プロダクション鷹、1968年8月公開（成人映画・映倫番号 15386） - 主演[4]、64分の上映用プリントをNFCが所蔵[7]・57分の16mmフィルム版上映用プリントが現存[24]
- 『凄艶 四所斬り』 : 監督小森白、製作東京興映、配給新東宝興業、1968年8月公開（成人映画・映倫番号 15474） - 主演・「お糸」役[4]
- 『日本性犯罪史 白昼の暴行鬼』 : 企画多川譲二、監督酒匂真直、主演林美樹・辰巳典子、製作・配給六邦映画、1968年11月公開（成人映画・映倫番号 15616） - 出演、72分の上映用プリントをNFCが所蔵[7]
- 『甘い色魔』 : 監督山内久、製作大東放映、1968年公開（成人映画・映倫番号 不明） - 主演
- 『現代夫婦読本』 : 監督山本晋也、製作東京興映、配給新東宝興業、1968年公開（成人映画・映倫番号 不明） - 主演[2]
- 『灼熱の暴行』 : 監督木俣堯喬、主演星冴子、製作プロダクション鷹、1968年公開（成人映画・映倫番号 不明） - 出演、50分の16mmフィルム短縮版上映用プリントが現存[23]・67分の16mmフィルム版上映用プリントが現存[24]
- 『人生㊙劇場 壺あらそい』 : 監督小川欽也、製作・配給MAGプロモーション、1968年公開（成人映画・映倫番号 不明） - 出演、72分の上映用プリントをNFCが所蔵[7]
- 『新・寝上手』 : 監督山本晋也、製作東京興映、配給新東宝関西、1969年1月公開（成人映画・映倫番号 15614） - 主演[2]
- 『人肉の市』 : 監督木俣堯喬、製作プロダクション鷹、1969年1月公開（成人映画・映倫番号 15626） - 出演、上映用プリントをNFCが所蔵[7]
- 『新美人局 つつもたせ』 : 監督橘明、主演嵯波美也子、製作東京興映、配給新東宝興業関西、1969年3月公開（成人映画・映倫番号 15780） - 出演・「光子」役
- 『好色一代 無法松』 : 企画・監督武田有生、主演港雄一・辰巳典子、製作・配給六邦映画、1969年3月公開（成人映画・映倫番号 15765）
- 『肉欲の争奪』 : 監督小川欽也、主演二条朱美、製作・配給大蔵映画、1969年4月公開（成人映画・映倫番号 15815）
- 『性の回転』 : 監督小川欽也、主演辰巳典子、製作・配給大蔵映画、1969年4月公開（成人映画・映倫番号 15798） - 出演[6]、65分の上映用プリントをNFCが所蔵[7]
- 『裸体の街』 : 企画・監督・脚本木俣堯喬、共演田中小実昌、製作・配給プロダクション鷹、1969年5月公開（成人映画・映倫番号 15836） - 出演、55分の16mmフィルム版プリントが現存[24]
- 『深い欲望の谷間』（『深い欲情の谷間』[11]） : 監督沢賢介、製作サワプロダクション、配給アジアフイルムズ、1969年5月1日公開（成人映画・映倫番号 不明）
- 『狙われた濡れ肌』 : 監督小川欽也、主演二条朱美、製作・配給大蔵映画、1969年6月公開（成人映画・映倫番号 15910）
- 『㊙妾』 : 監督北見一郎、主演仲小路慧理、製作朝倉プロダクション、配給国映、1969年6月公開（成人映画・映倫番号 15869）
- 『情痴逆さ吊り』 : 監督萩原遼、製作東京興映、配給新東宝興業、1969年6月公開（成人映画・映倫番号 15927） - 主演
- 『競艶おんな極道 色道二十八人衆』 : 監督武田有生、脚本団鬼六、主演珠瑠美・林美樹、製作・配給六邦映画、1969年5月審査・同年6月公開（成人映画・映倫番号 15919）
- 『処女・性の目覚め』（『処女・性のめざめ』[11]） : 監督小川欽也、主演二条朱実、製作・配給大蔵映画、1969年上期公開（成人映画・映倫番号 不明） - 出演[6]
- 『ハレンチ女学生 処女売ります』 : 監督武田有生、主演辰巳典子、製作・配給中央映画、1969年上期公開（成人映画・映倫番号 不明）
- 『好色 きんちゃく切りの女』 : 企画・製作菜穂俊一、監督奥脇敏夫、主演香取環、製作・配給ワールド映画、1969年7月7日審査・同月公開（成人映画・映倫番号 15975） - 出演、70分の上映用プリントを山形ドキュメンタリーフィルムライブラリーが所蔵[19]
- 『初夜の条件』 : 監督大杉虎、製作東京興映、配給新東宝興業、1969年7月31日審査・公開（成人映画・映倫番号 不明） - 主演
- 『据え膳夜話』[2]（審査題『色乱舞』） : 監督橘明、製作東京興映、配給新東宝興業、1969年8月28日審査・同年公開（『据膳夜話』題で6月17日審査・7月公開とも、成人映画・映倫番号 15932） - 主演
- 『生娘悶絶』 : 監督・脚本小川欽也、主演二条朱美、製作・配給大蔵映画、1969年8月13日審査・9月公開（成人映画・映倫番号 16008）
- 『女の飼い殺し』[18] : 監督早坂絋、製作早坂プロダクション、1969年12月2日審査・公開（成人映画・映倫番号 不明） - 主演[2]
- 『女の放し飼い』（『女の放し飼』[1]） : 監督早坂絋、製作・配給関東映配、1970年1月公開（成人映画・映倫番号 不明） - 主演[2]
- 『乳房解禁』 : 監督小川欽也、製作・配給大蔵映画、1970年3月20日審査・公開[18]（1971年公開とも、成人映画・映倫番号 不明）
- 『性の防波堤』 : 監督橘明、製作東京興映、1970年4月17日審査・同年公開（成人映画・映倫番号 不明）
- 『叛女・夢幻地獄』[11]（さからめ・むげんじごく、『夢幻地獄』[18]） : 監督足立正生、脚本出口出、主演谷身知子、製作若松プロダクション、配給国映、1970年7月1日審査・8月公開（成人映画・映倫番号 16380） - 出演・「本居和子」役、Digital BETACAM版が現存[22]
- 『噴出祈願 十五代の売春婦』（『噴出祈願 15歳の売春婦』[11]） : 企画・製作朝倉大介、監督足立正生、脚本出口出、主演佐々木天、製作若松プロダクション、配給国映、1971年8月4日公開（成人映画・映倫番号 不明） - 出演・「コウイチの母」役、72分の上映用プリントが現存[21]・74分のVHSビデオグラムをハミングバードが発売（『十五代の売春婦』題）
- 『発情娘の色狂い』 : 監督今井敏夫、製作・配給大蔵映画、1971年11月24日審査・12月公開（成人映画・映倫番号 16993） - 主演[2]
- 『淫らな女王蜂』 : 監督小川欽也、主演林美樹、製作・配給大蔵映画、1972年5月10日審査・公開（成人映画・映倫番号 17168） - 出演・「悦子(バーのママ)」役

## ビブリオグラフィ
国立国会図書館蔵書等にみる書誌である。
- 『別冊近代映画 夢のグラマー特大号』昭和41年3月臨時増刊号所収、近代映画社、1966年3月発行、表紙
- 座談会「独立プロよもっと誇りを持て!」川島のぶ子・美矢かほる・野上正義・城山路子・里見孝二・谷口朱里・新高恵子 : 『成人映画』第15号所収、現代工房、1967年2月1日発行
- 「インタビュー」香取環・美矢かおる・一星ケミ・谷ナオミ・水城リカ・林美樹 : 『成人映画』第20号所収、現代工房、1967年8月1日発行
- 「緊縛女優ナンバーワン 美矢かほる」東山映史 : 『奇譚クラブ』昭和42年9月号所収、暁出版、1967年9月発行
- 『別冊近代映画 特選グラマー第5集』昭和43年4月号所収、近代映画社、1968年4月発行、表紙
- 「懐しのピンク女優四人集」美矢かほる・黒羽ナナ・扇町京子・室井京子 : 『CINEMA SPOT』1976年2月号所収、サン出版、1976年2月発行